# Chemieindustrie in Polen
Die chemische Industrie in Polen ist ein wichtiger Zweig der polnischen Verarbeitungsindustrie.

## Struktur
Die sogenannte  große Chemie bezieht sich auf die Größe der Fertigung und der Reihe an Millionen Tonnen pro Jahr. Zur großen Chemie zählt man die Fertigung von: Düngemitteln, Treibstoffen, Kunststoffen (hauptsächlich: Plastifikatoren) und Industriegasen; Bei der Kleintonnagechemie, wo in einem kleineren Maßstab gefertigt wird. Dieser Sektor umfasst hauptsächlich Chemie mit großem Mehrwert, die teurer in der Fertigung ist, wie zum Beispiel Arzneimittel, Kosmetika, Reinigungsmittel. In der chemischen Verarbeitung werden durch Mischen und Verpacken (u. a.) Halbprodukte verarbeitet.
Die Aufteilung der polnischen Chemieindustrie aufgrund der angefertigten Waren:
- Koksindustrie[2][3][4] (u. a. in Bytom, Zdzieszowice, Wałbrzych, Zabrze (Kokereien "Radlin", "Jadwiga", "Dębieńsko"), Dąbrowa Górnicza und Hütten: in Dąbrowa Górnicza, Krakau, Częstochowa),
- Petrochemieindustrie[5][6] (PKN Orlen, in dem die Raffinerien in Płock, Jedlicz, Trzebinia; Grupa Lotos, in dem Raffinerien in Danzig, Czechowice-Dziedzice, Jasło),
- Sodaindustrie (Ciech Soda Polska S.A., in dem Werke in Inowrocław und Janikowo)[7],
- Schwefelsäureindustrie (u. a. KGHM Polska Miedź, Grupa Azoty, Bergbau-Hüttenwerke Bolesław S.A.),
- Düngemittelindustrie[8][9] (u. a. Grupa Azoty mit verschiedenen Werken[10][11][12] ; Anwil S.A. in Włocławek; Chemiewerke „Alwernia“ S.A. in Alwernia; in Tarnobrzeg; Luvena S.A. in Luboń; Fosfan S.A. in Szczecin),
- Fertigungs- und Verarbeitungsindustrie von Kunststoffen[13][14] (u. a. Unternehmen Basell Orlen Polyolefins Sp. z o.o.[15], Grupa Azoty[16], Anwil S.A.[17], Synthos S.A.[18], CIECH Sarzyna S.A.)[19],
- Industrie der künstlichen und synthetischen Faser (in den Werken in Toruń, Gorzów Wielkopolski, Tomaszów Mazowiecki und Sochaczewo);
- Farben- und Lackindustrie[20][21][22] (u. a. Produktionswerke in Cieszyn, Dębica, Breslau, Włocławek, Chorzów und Pilawa);
- pharmazeutische Industrie[23][24] (u. a. pharmazeutische Werke in Warschau, Kraków, Posen, Kutno, Starogard Gdański, Jelenia Góra, Pabianice, Łódź, Grodzisk Mazowiecki und Rzeszów);
- Reinigungsmittelindustrie;
- Pflanzenschutzmittelindustrie.[25]